# Carlow GAA
Il Carlow County Board, più conosciuto come Carlow GAA, è uno dei 32 county board irlandesi responsabile della promozione degli sport gaelici nella contea di Carlow e dell'organizzazione dei match della propria rappresentativa (Carlow GAA è usato anche per indicare le franchigie degli sport gaelici della contea) con altre contee.

## Colori e simboli
I colori sportivi di Carlow sono rosso, giallo e verde e sono stati adottati nel 1910, dato che in precedenza la contea veniva rappresentata dal club campione territorialmente. Soltanto da quella data vennero presentati ufficialmente i colori della rappresentativa, mai più cambiati.
Tradizionalmente la divisa è particolarmente iconica: una maglia tripartita rosso-giallo-verde, accompagnata da pantaloncini bianchi e calzettoni generalmente verdi. Sebbene lo schema abbia subito variazioni a seconda delle mode e dei modelli dei fornitori tecnici, è soltanto con l'attuale divisa che il tradizionale schema a bande orizzontali è stato sostituito da una maglia più fantasiosa, recante comunque nell'ordine i tre colori ufficiali.
Fino al 2009 sulle maglie era impresso lo stemma tradizionale della contea, sostituito poi dall'attuale logo ufficiale del board, una sfera bianca col nome gaelico della contea e delle figure stilizzate che giocano una a calcio gaelico e l'altra ad hurling coi colori tradizionali.

## Calcio gaelico
La contea non ha ottenuto grossi risultati a livello di calcio gaelico tantoché si può fregiare al massimo di un Leinster Senior Football Championship risalente al lontano 1944. I maggiori successi sono pervenuti a livello di club. Éire Óg ha vinto cinque Leinster Senior Club Football Championship e ha perso un controverso All-Ireland Senior Club Football Championship contro gli O'Donovan Rossa di Cork.

### Titoli vinti
- All-Ireland B Championships: 1
  - 1994
- All-Ireland Vocational Schools Championships: 1
  - 1973
- Leinster Senior Football Championships: 1
  - 1944
- Leinster Junior Football Championships: 3
  - 1913, 1923, 1933

## Hurling
Anche nell'hurling i risultati ottenuti sono piuttosto grami anche se la squadra ha comunque vinto nel 2008 e nel 2009 la Christy Ring Cup ( che sarebbe il secondo livello del campionato nazionale, il secondo principale dopo l'All-Ireland). Entrambe le finali si tennero a Croke Park e furono vinte rispettivamente contro Westmeath e Down. Grazie a questi risultati è stata promossa alla Liam McCarthy Cup, il principale livello Irlandese, assumendo la possibilità di disputare l'All-Ireland Senior Hurling Championship

### Titoli
- All-Ireland Senior Hurling Championship : The Christy Ring Cup: 2
  - 2008, 2009
- All-Ireland Senior B Hurling Championship: 1
  - 1992
- All-Ireland Intermediate Hurling Championships: 1
  - 1962
- All Ireland Minor B Hurling Championships: 5
  - 1998, 2002-05
- All Ireland U21 B Championship:
  - 2008
- Leinster Intermediate Hurling Championships: 1
  - 1962
- Leinster Junior Hurling Championships: 2
  - 1906, 1970
- Leinster Minor Hurling "B" Championships: 1
  - 1998
- Kehoe Cup Championships: 6
  - 1986, 1990, 1992, 1999, 2005, 2006

## Club della contea
- - Asca, Carlow (Inter. Football)
  - Ballinabranna (Inter. Football)
  - Ballinkillen (Senior Hurling)
  - Ballon (Senior. Football)
  - Carlow Town (Senior Hurling)
  - Clonmore (Inter. Football)
  - Eire Og, Carlow (Senior Football)
  - Erin's Own, Mhuine Bheag (Senior Hurling)
  - Fenagh (Senior Football)
  - Fighting Cocks (Inter. Football)
  - Grange (Inter. Football)
  - Kilbride (Senior Football)
  - Kildavin/Clonegal (Senior Football & Inter. Hurling)
  - Leighlinbridge (Inter. Football)
  - Milford (Junior Football)
  - Mount Leinster Rangers (Senior Football & Senior Hurling)
  - Naomh Brid (Senior Hurling)
  - Naomh Eoin, Myshall (Inter. Football & Senior Hurling)
  - O'Hanrahan's, Carlow (Senior Football)
  - Old Leighlin (Senior Football)
  - Palatine (Senior Football & Inter. Hurling)
  - Rathvilly (Senior Football)
  - St Andrew's, Muine Bheag (Inter. Football)
  - St Mullin's (Senior hurling & Inter. Football)
  - St Patrick's, Tullow (Senior Football & Inter. Hurling)
  - Tinryland (Senior Football)